# IC 5257
IC 5257 ist eine Spiralgalaxie vom Hubble-Typ Sc im Sternbild Indianer am Südsternhimmel. Sie ist schätzungsweise 537 Millionen Lichtjahre von der Milchstraße entfernt.
Das Objekt wurde am 21. August 1900 von DeLisle Stewart entdeckt.